# Rashika El Ridi
Rashika Ahmed Fathi El Ridi (Alejandría, 23 de junio de 1941) es una profesora egipcia de Inmunología, en el Departamento de Zoología de la Facultad de Ciencias, Universidad de El Cairo.

## Trayectoria
En octubre de 2009, El Ridi logró el Premio L'Oréal-UNESCO de Mujeres en la Ciencia 2010 por ser una de las cinco mujeres destacadas de los cinco continentes. El jurado del premio dijo en un comunicado que la elección de la profesora El Ridi, del Grupo de África y los países árabes se había basado en su contribución al desarrollo de una vacuna para erradicar el ciclo de la esquistosomiasis, una enfermedad tropical que infecta a más de 200 millones de personas en el mundo.